# 9e étape du Tour d'Italie 2021
Pour un article plus général, voir Tour d'Italie 2021.
La 9e étape du Tour d'Italie 2021 se déroule le dimanche 16 mai 2021 entre Castel di Sangro et Campo Felice, sur une distance de 158 km.

## Profil de l'étape
Cette courte étape (158 kilomètres) est la première grosse étape de montagne. Située dans la chaîne des Apennins, elle compte quatre cols répertoriés et se termine par l'ascension du Campo Felice dans la commune de Rocca di Cambio (région des Abruzzes) où, après avoir franchi un tunnel, les coureurs gravissent une route non goudronnée, avec des portions à 14 % dans les derniers 500 m.

## Déroulement de la course
Le début de l'étape est marqué par la chute spectaculaire de Matej Mohorič (Bahrain) qui heurte l'asphalte de la tête dans la descente du Passo Godi. Le coureur slovène est contraint à l'abandon, victime d'une commotion cérébrale.
À 86 kilomètres de l'arrivée, un groupe de 16 coureurs parvient à s'extraire du peloton. Il se compose de Tony Gallopin et Geoffrey Bouchard (AG2R Citroën), Luis León Sánchez (Astana), Giovanni Visconti et Filippo Zana (Bardiani), Matteo Fabbro (Bora-Hansgrohe), Nicolas Edet (Cofidis), Simon Carr et Ruben Guerreiro (EF Education-Nippo), George Bennett et Koen Bouwman (Jumbo-Visma),Einer Rubio (Movistar), Tanel Kangert (BikeExchange), Michael Storer (Team DSM), Bauke Mollema (Trek-Segafredo) et Diego Ulissi (UAE). Ce groupe est rejoint une vingtaine de kilomètres plus loin par Eduardo Sepulveda (Androni-Giocattoli). L'échappée compte plus de trois minutes d'avance au sommet de Forca Caruso, à 56 kilomètres de l'arrivée. Dans la montée d'Ovindoli (col de 2ème catégorie), avant-dernière ascension de la journée, le groupe de tête se disloque, Bouchard et Carr s'isolent et franchissent le sommet en tête. À 9 km du but, Bouchard lâche Carr et entame seul en tête la dernière ascension du jour. Mais le Français est rattrapé par Bouwman. Aux 500 mètres, le duo d'attaquants est laissé sur place par le Colombien Egan Bernal (Ineos Grenadiers), sorti du peloton des favoris, qui remporte l'étape avec quelques secondes d'avance sur Giulio Ciccone (Trek Segafredo), Aleksandr Vlasov (Astana) et Remco Evenepoel (Deceuninck Quick Step). Le Colombien s'empare du maillot rose.

## Résultats

### Classement de l'étape
| \| Classement de l'étape \| Classement de l'étape \| Classement de l'étape \| Classement de l'étape \| Classement de l'étape \| \| Coureur \| Coureur \| Pays \| Équipe \| Temps \| \| --------------------- \| --------------------- \| --------------------- \| ---------------------- \| --------------------- \| \| 1er \| Egan Bernal \| Colombie \| Ineos Grenadiers \| 4 h 08 min 23 s \| \| 2e \| Giulio Ciccone \| Italie \| Trek-Segafredo \| + 7 s \| \| 3e \| Aleksandr Vlasov \| Russie \| Astana-Premier Tech \| + 7 s \| \| 4e \| Remco Evenepoel \| Belgique \| Deceuninck-Quick Step \| + 10 s \| \| 5e \| Dan Martin \| Irlande \| Israel Start-Up Nation \| + 10 s \| \| 6e \| Damiano Caruso \| Italie \| Bahrain Victorious \| + 12 s \| \| 7e \| Romain Bardet \| France \| Team DSM \| + 12 s \| \| 8e \| Marc Soler \| Espagne \| Movistar Team \| + 12 s \| \| 9e \| Daniel Martínez \| Colombie \| Ineos Grenadiers \| + 12 s \| \| 10e \| João Almeida \| Portugal \| Deceuninck-Quick Step \| + 12 s \| |                  |          |                        |                 |
| |                  |          |                        |                 |
| Source : ProCyclingStats |                  |          |                        |                 |
| Classement de l'étape |                  |          |                        |                 |
| Coureur | Coureur          | Pays     | Équipe                 | Temps           |
| 1er | Egan Bernal      | Colombie | Ineos Grenadiers       | 4 h 08 min 23 s |
| 2e | Giulio Ciccone   | Italie   | Trek-Segafredo         | + 7 s           |
| 3e | Aleksandr Vlasov | Russie   | Astana-Premier Tech    | + 7 s           |
| 4e | Remco Evenepoel  | Belgique | Deceuninck-Quick Step  | + 10 s          |
| 5e | Dan Martin       | Irlande  | Israel Start-Up Nation | + 10 s          |
| 6e | Damiano Caruso   | Italie   | Bahrain Victorious     | + 12 s          |
| 7e | Romain Bardet    | France   | Team DSM               | + 12 s          |
| 8e | Marc Soler       | Espagne  | Movistar Team          | + 12 s          |
| 9e | Daniel Martínez  | Colombie | Ineos Grenadiers       | + 12 s          |
| 10e | João Almeida     | Portugal | Deceuninck-Quick Step  | + 12 s          |

### Points attribués pour le classement par points
| Sprint intermédiaire Celano (km 121,9) | Sprint intermédiaire Celano (km 121,9) | Sprint intermédiaire Celano (km 121,9) | Sprint intermédiaire Celano (km 121,9) | Sprint intermédiaire Celano (km 121,9) |
| -------------------------------------- | -------------------------------------- | -------------------------------------- | -------------------------------------- | -------------------------------------- |
|                                        | Coureur                                | Pays                                   | Équipe                                 | Point(s)                               |
| 1er                                    | Tony Gallopin                          | France                                 | AG2R Citroën                           | 12                                     |
| 2e                                     | Michael Storer                         | Australie                              | Team DSM                               | 8                                      |
| 3e                                     | Nicolas Edet                           | France                                 | Cofidis                                | 6                                      |
| 4e                                     | Koen Bouwman                           | Pays-Bas                               | Jumbo-Visma                            | 5                                      |
| 5e                                     | Diego Ulissi                           | Italie                                 | UAE Team Emirates                      | 4                                      |
| 6e                                     | Eduardo Sepúlveda                      | Argentine                              | Androni Giocattoli-Sidermec            | 3                                      |
| 7e                                     | Luis León Sánchez                      | Espagne                                | Astana-Premier Tech                    | 2                                      |
| 8e                                     | Bauke Mollema                          | Pays-Bas                               | Trek-Segafredo                         | 1                                      |
| modifier                               |                                        |                                        |                                        |                                        |

| Arrivée d'étape Campo Felice (km 158) | Arrivée d'étape Campo Felice (km 158) | Arrivée d'étape Campo Felice (km 158) | Arrivée d'étape Campo Felice (km 158) | Arrivée d'étape Campo Felice (km 158) |
| ------------------------------------- | ------------------------------------- | ------------------------------------- | ------------------------------------- | ------------------------------------- |
|                                       | Coureur                               | Pays                                  | Équipe                                | Point(s)                              |
| 1er                                   | Egan Bernal                           | Colombie                              | Ineos Grenadiers                      | 15                                    |
| 2e                                    | Giulio Ciccone                        | Italie                                | Trek-Segafredo                        | 12                                    |
| 3e                                    | Aleksandr Vlasov                      | Russie                                | Astana-Premier Tech                   | 9                                     |
| 4e                                    | Remco Evenepoel                       | Belgique                              | Deceuninck-Quick Step                 | 7                                     |
| 5e                                    | Dan Martin                            | Irlande                               | Israel Start-Up Nation                | 6                                     |
| 6e                                    | Damiano Caruso                        | Italie                                | Bahrain Victorious                    | 5                                     |
| 7e                                    | Romain Bardet                         | France                                | Team DSM                              | 4                                     |
| 8e                                    | Marc Soler                            | Espagne                               | Movistar                              | 3                                     |
| 9e                                    | Daniel Martínez                       | Espagne                               | Ineos Grenadiers                      | 2                                     |
| 10e                                   | João Almeida                          | Portugal                              | Deceuninck-Quick Step                 | 1                                     |
| modifier                              |                                       |                                       |                                       |                                       |

### Points attribués pour le classement du meilleur grimpeur
| Passo Godi (km 35,6) 2e catégorie (14,7 km à 3,9%) | Passo Godi (km 35,6) 2e catégorie (14,7 km à 3,9%) | Passo Godi (km 35,6) 2e catégorie (14,7 km à 3,9%) | Passo Godi (km 35,6) 2e catégorie (14,7 km à 3,9%) | Passo Godi (km 35,6) 2e catégorie (14,7 km à 3,9%) |
| -------------------------------------------------- | -------------------------------------------------- | -------------------------------------------------- | -------------------------------------------------- | -------------------------------------------------- |
|                                                    | Coureur                                            | Pays                                               | Équipe                                             | Point(s)                                           |
| 1er                                                | Gino Mäder                                         | Suisse                                             | Bahrain Victorious                                 | 18                                                 |
| 2e                                                 | Bauke Mollema                                      | Pays-Bas                                           | Trek-Segafredo                                     | 8                                                  |
| 3e                                                 | Geoffrey Bouchard                                  | France                                             | AG2R Citroën                                       | 6                                                  |
| 4e                                                 | Nicolas Edet                                       | France                                             | Cofidis                                            | 4                                                  |
| 5e                                                 | Simon Carr                                         | Royaume-Uni                                        | EF Education-Nippo                                 | 2                                                  |
| 6e                                                 | Michael Storer                                     | Australie                                          | Team DSM                                           | 1                                                  |
| modifier                                           |                                                    |                                                    |                                                    |                                                    |

| Forca Caruso (km 102,1) 3e catégorie (13,1 km à 4,5%) | Forca Caruso (km 102,1) 3e catégorie (13,1 km à 4,5%) | Forca Caruso (km 102,1) 3e catégorie (13,1 km à 4,5%) | Forca Caruso (km 102,1) 3e catégorie (13,1 km à 4,5%) | Forca Caruso (km 102,1) 3e catégorie (13,1 km à 4,5%) |
| ----------------------------------------------------- | ----------------------------------------------------- | ----------------------------------------------------- | ----------------------------------------------------- | ----------------------------------------------------- |
|                                                       | Coureur                                               | Pays                                                  | Équipe                                                | Point(s)                                              |
| 1er                                                   | Geoffrey Bouchard                                     | France                                                | AG2R Citroën                                          | 9                                                     |
| 2e                                                    | Bauke Mollema                                         | Pays-Bas                                              | Trek-Segafredo                                        | 4                                                     |
| 3e                                                    | Giovanni Visconti                                     | Italie                                                | Bardiani CSF Faizanè                                  | 2                                                     |
| 4e                                                    | Tony Gallopin                                         | France                                                | AG2R Citroën                                          | 1                                                     |
| modifier                                              |                                                       |                                                       |                                                       |                                                       |

| Ovindoli (km 135) 2e catégorie (17,1 km à 4,5%) | Ovindoli (km 135) 2e catégorie (17,1 km à 4,5%) | Ovindoli (km 135) 2e catégorie (17,1 km à 4,5%) | Ovindoli (km 135) 2e catégorie (17,1 km à 4,5%) | Ovindoli (km 135) 2e catégorie (17,1 km à 4,5%) |
| ----------------------------------------------- | ----------------------------------------------- | ----------------------------------------------- | ----------------------------------------------- | ----------------------------------------------- |
|                                                 | Coureur                                         | Pays                                            | Équipe                                          | Point(s)                                        |
| 1er                                             | Geoffrey Bouchard                               | France                                          | AG2R Citroën                                    | 18                                              |
| 2e                                              | Simon Carr                                      | Royaume-Uni                                     | EF Education-Nippo                              | 8                                               |
| 3e                                              | Bauke Mollema                                   | Pays-Bas                                        | Trek-Segafredo                                  | 6                                               |
| 4e                                              | Michael Storer                                  | Australie                                       | Team DSM                                        | 4                                               |
| 5e                                              | Nicolas Edet                                    | France                                          | Cofidis                                         | 2                                               |
| 6e                                              | George Bennett                                  | Nouvelle-Zélande                                | Jumbo-Visma                                     | 1                                               |
| modifier                                        |                                                 |                                                 |                                                 |                                                 |

| Campo Felice (km 158) 1re catégorie (5,7 km à 5,8%) | Campo Felice (km 158) 1re catégorie (5,7 km à 5,8%) | Campo Felice (km 158) 1re catégorie (5,7 km à 5,8%) | Campo Felice (km 158) 1re catégorie (5,7 km à 5,8%) | Campo Felice (km 158) 1re catégorie (5,7 km à 5,8%) |
| --------------------------------------------------- | --------------------------------------------------- | --------------------------------------------------- | --------------------------------------------------- | --------------------------------------------------- |
|                                                     | Coureur                                             | Pays                                                | Équipe                                              | Point(s)                                            |
| 1er                                                 | Egan Bernal                                         | Colombie                                            | Ineos Grenadiers                                    | 40                                                  |
| 2e                                                  | Giulio Ciccone                                      | Italie                                              | Trek-Segafredo                                      | 18                                                  |
| 3e                                                  | Aleksandr Vlasov                                    | Russie                                              | Astana-Premier Tech                                 | 12                                                  |
| 4e                                                  | Remco Evenepoel                                     | Belgique                                            | Deceuninck-Quick Step                               | 9                                                   |
| 5e                                                  | Dan Martin                                          | Irlande                                             | Israel Start-Up Nation                              | 6                                                   |
| 6e                                                  | Damiano Caruso                                      | Italie                                              | Bahrain Victorious                                  | 4                                                   |
| 7e                                                  | Romain Bardet                                       | France                                              | Team DSM                                            | 2                                                   |
| 8e                                                  | Marc Soler                                          | Espagne                                             | Movistar                                            | 1                                                   |
| modifier                                            |                                                     |                                                     |                                                     |                                                     |

### Points attribués pour le classement des sprints intermédiaires
| Sprint intermédiaire Celano (km 121,9) | Sprint intermédiaire Celano (km 121,9) | Sprint intermédiaire Celano (km 121,9) | Sprint intermédiaire Celano (km 121,9) | Sprint intermédiaire Celano (km 121,9) |
| -------------------------------------- | -------------------------------------- | -------------------------------------- | -------------------------------------- | -------------------------------------- |
|                                        | Coureur                                | Pays                                   | Équipe                                 | Point(s)                               |
| 1er                                    | Tony Gallopin                          | France                                 | AG2R Citroën                           | 10                                     |
| 2e                                     | Michael Storer                         | Australie                              | Team DSM                               | 6                                      |
| 3e                                     | Nicolas Edet                           | France                                 | Cofidis                                | 3                                      |
| 4e                                     | Koen Bouwman                           | Pays-Bas                               | Jumbo-Visma                            | 2                                      |
| 5e                                     | Diego Ulissi                           | Italie                                 | UAE Team Emirates                      | 1                                      |
| modifier                               |                                        |                                        |                                        |                                        |

| Sprint intermédiaire Rocca di Cambio (km 150,1) | Sprint intermédiaire Rocca di Cambio (km 150,1) | Sprint intermédiaire Rocca di Cambio (km 150,1) | Sprint intermédiaire Rocca di Cambio (km 150,1) | Sprint intermédiaire Rocca di Cambio (km 150,1) |
| ----------------------------------------------- | ----------------------------------------------- | ----------------------------------------------- | ----------------------------------------------- | ----------------------------------------------- |
|                                                 | Coureur                                         | Pays                                            | Équipe                                          | Point(s)                                        |
| 1er                                             | Geoffrey Bouchard                               | France                                          | AG2R Citroën                                    | 10                                              |
| 2e                                              | Bauke Mollema                                   | Pays-Bas                                        | Trek-Segafredo                                  | 6                                               |
| 3e                                              | Michael Storer                                  | Australie                                       | Team DSM                                        | 3                                               |
| 4e                                              | Koen Bouwman                                    | Pays-Bas                                        | Jumbo-Visma                                     | 2                                               |
| 5e                                              | Simon Carr                                      | Royaume-Uni                                     | EF Education-Nippo                              | 1                                               |
| modifier                                        |                                                 |                                                 |                                                 |                                                 |

### Bonifications
|   | Coureur           | Pays      | Équipe         | Secondes |
| - | ----------------- | --------- | -------------- | -------- |
| 1 | Geoffrey Bouchard | France    | AG2R Citroën   | 3 s      |
| 2 | Bauke Mollema     | Pays-Bas  | Trek-Segafredo | 2 s      |
| 3 | Michael Storer    | Australie | Team DSM       | 1 s      |

|   | Coureur          | Pays     | Équipe              | Secondes |
| - | ---------------- | -------- | ------------------- | -------- |
| 1 | Egan Bernal      | Colombie | Ineos Grenadiers    | 10 s     |
| 2 | Giulio Ciccone   | Italie   | Trek-Segafredo      | 6 s      |
| 3 | Aleksandr Vlasov | Russie   | Astana-Premier Tech | 4 s      |

## Classements à l'issue de l'étape

### Classement général
| \| Classement général \| Classement général \| Classement général \| Classement général \| Classement général \| \| Coureur \| Coureur \| Pays \| Équipe \| Temps \| \| ------------------ \| ------------------ \| ------------------ \| ---------------------- \| ------------------ \| \| 1er \| Egan Bernal \| Colombie \| Ineos Grenadiers \| 35 h 19 min 22 s \| \| 2e \| Remco Evenepoel \| Belgique \| Deceuninck-Quick Step \| + 15 s \| \| 3e \| Aleksandr Vlasov \| Russie \| Astana-Premier Tech \| + 21 s \| \| 4e \| Giulio Ciccone \| Italie \| Trek-Segafredo \| + 36 s \| \| 5e \| Attila Valter \| Hongrie \| Groupama-FDJ \| + 43 s \| \| 6e \| Hugh Carthy \| Royaume-Uni \| EF Education-Nippo \| + 44 s \| \| 7e \| Damiano Caruso \| Italie \| Bahrain Victorious \| + 45 s \| \| 8e \| Dan Martin \| Irlande \| Israel Start-Up Nation \| + 51 s \| \| 9e \| Simon Yates \| Royaume-Uni \| BikeExchange \| + 55 s \| \| 10e \| Davide Formolo \| Italie \| UAE Team Emirates \| + 1 min 01 s \| |                  |             |                        |                  |
| |                  |             |                        |                  |
| Source : ProCyclingStats |                  |             |                        |                  |
| Classement général |                  |             |                        |                  |
| Coureur | Coureur          | Pays        | Équipe                 | Temps            |
| 1er | Egan Bernal      | Colombie    | Ineos Grenadiers       | 35 h 19 min 22 s |
| 2e | Remco Evenepoel  | Belgique    | Deceuninck-Quick Step  | + 15 s           |
| 3e | Aleksandr Vlasov | Russie      | Astana-Premier Tech    | + 21 s           |
| 4e | Giulio Ciccone   | Italie      | Trek-Segafredo         | + 36 s           |
| 5e | Attila Valter    | Hongrie     | Groupama-FDJ           | + 43 s           |
| 6e | Hugh Carthy      | Royaume-Uni | EF Education-Nippo     | + 44 s           |
| 7e | Damiano Caruso   | Italie      | Bahrain Victorious     | + 45 s           |
| 8e | Dan Martin       | Irlande     | Israel Start-Up Nation | + 51 s           |
| 9e | Simon Yates      | Royaume-Uni | BikeExchange           | + 55 s           |
| 10e | Davide Formolo   | Italie      | UAE Team Emirates      | + 1 min 01 s     |

| Classement par points | Classement par points | Classement par points | Classement par points       | Classement par points |
| Coureur               | Coureur               | Pays                  | Équipe                      | Points                |
| --------------------- | --------------------- | --------------------- | --------------------------- | --------------------- |
| 1er                   | Tim Merlier           | Belgique              | Alpecin-Fenix               | 83 pts                |
| 2e                    | Giacomo Nizzolo       | Italie                | Qhubeka Assos               | 76 pts                |
| 3e                    | Elia Viviani          | Italie                | Cofidis                     | 69 pts                |
| 4e                    | Davide Cimolai        | Italie                | Israel Start-Up Nation      | 66 pts                |
| 5e                    | Peter Sagan           | Slovaquie             | Bora-Hansgrohe              | 57 pts                |
| 6e                    | Fernando Gaviria      | Colombie              | UAE Team Emirates           | 56 pts                |
| 7e                    | Matteo Moschetti      | Italie                | Trek-Segafredo              | 42 pts                |
| 8e                    | Filippo Tagliani      | Italie                | Androni Giocattoli-Sidermec | 39 pts                |
| 9e                    | Filippo Fiorelli      | Italie                | Bardiani CSF Faizanè        | 39 pts                |
| 10e                   | Dylan Groenewegen     | Pays-Bas              | Jumbo-Visma                 | 36 pts                |

| Classement par points | Classement par points | Classement par points | Classement par points       | Classement par points |
| Coureur               | Coureur               | Pays                  | Équipe                      | Points                |
| --------------------- | --------------------- | --------------------- | --------------------------- | --------------------- |
| 1er                   | Tim Merlier           | Belgique              | Alpecin-Fenix               | 83 pts                |
| 2e                    | Giacomo Nizzolo       | Italie                | Qhubeka Assos               | 76 pts                |
| 3e                    | Elia Viviani          | Italie                | Cofidis                     | 69 pts                |
| 4e                    | Davide Cimolai        | Italie                | Israel Start-Up Nation      | 66 pts                |
| 5e                    | Peter Sagan           | Slovaquie             | Bora-Hansgrohe              | 57 pts                |
| 6e                    | Fernando Gaviria      | Colombie              | UAE Team Emirates           | 56 pts                |
| 7e                    | Matteo Moschetti      | Italie                | Trek-Segafredo              | 42 pts                |
| 8e                    | Filippo Tagliani      | Italie                | Androni Giocattoli-Sidermec | 39 pts                |
| 9e                    | Filippo Fiorelli      | Italie                | Bardiani CSF Faizanè        | 39 pts                |
| 10e                   | Dylan Groenewegen     | Pays-Bas              | Jumbo-Visma                 | 36 pts                |

| Classement de la montagne | Classement de la montagne | Classement de la montagne | Classement de la montagne          | Classement de la montagne |
| Coureur                   | Coureur                   | Pays                      | Équipe                             | Points                    |
| ------------------------- | ------------------------- | ------------------------- | ---------------------------------- | ------------------------- |
| 1er                       | Geoffrey Bouchard         | France                    | AG2R Citroën Team                  | 51 pts                    |
| 2e                        | Egan Bernal               | Colombie                  | Ineos Grenadiers                   | 48 pts                    |
| 3e                        | Gino Mäder                | Suisse                    | Bahrain Victorious                 | 44 pts                    |
| 4e                        | Bauke Mollema             | Pays-Bas                  | Trek-Segafredo                     | 23 pts                    |
| 5e                        | Giulio Ciccone            | Italie                    | Trek-Segafredo                     | 20 pts                    |
| 6e                        | Kobe Goossens             | Belgique                  | Lotto-Soudal                       | 18 pts                    |
| 7e                        | Francesco Gavazzi         | Italie                    | Eolo-Kometa                        | 17 pts                    |
| 8e                        | Vincenzo Albanese         | Italie                    | Eolo-Kometa                        | 16 pts                    |
| 9e                        | Rein Taaramäe             | Estonie                   | Intermarché-Wanty-Gobert Matériaux | 13 pts                    |
| 10e                       | Remco Evenepoel           | Belgique                  | Deceuninck-Quick Step              | 13 pts                    |

| Classement de la montagne | Classement de la montagne | Classement de la montagne | Classement de la montagne          | Classement de la montagne |
| Coureur                   | Coureur                   | Pays                      | Équipe                             | Points                    |
| ------------------------- | ------------------------- | ------------------------- | ---------------------------------- | ------------------------- |
| 1er                       | Geoffrey Bouchard         | France                    | AG2R Citroën Team                  | 51 pts                    |
| 2e                        | Egan Bernal               | Colombie                  | Ineos Grenadiers                   | 48 pts                    |
| 3e                        | Gino Mäder                | Suisse                    | Bahrain Victorious                 | 44 pts                    |
| 4e                        | Bauke Mollema             | Pays-Bas                  | Trek-Segafredo                     | 23 pts                    |
| 5e                        | Giulio Ciccone            | Italie                    | Trek-Segafredo                     | 20 pts                    |
| 6e                        | Kobe Goossens             | Belgique                  | Lotto-Soudal                       | 18 pts                    |
| 7e                        | Francesco Gavazzi         | Italie                    | Eolo-Kometa                        | 17 pts                    |
| 8e                        | Vincenzo Albanese         | Italie                    | Eolo-Kometa                        | 16 pts                    |
| 9e                        | Rein Taaramäe             | Estonie                   | Intermarché-Wanty-Gobert Matériaux | 13 pts                    |
| 10e                       | Remco Evenepoel           | Belgique                  | Deceuninck-Quick Step              | 13 pts                    |

| Classement du meilleur jeune | Classement du meilleur jeune | Classement du meilleur jeune | Classement du meilleur jeune | Classement du meilleur jeune |
| Coureur                      | Coureur                      | Pays                         | Équipe                       | Temps                        |
| ---------------------------- | ---------------------------- | ---------------------------- | ---------------------------- | ---------------------------- |
| 1er                          | Egan Bernal                  | Colombie                     | Ineos Grenadiers             | 35 h 19 min 22 s             |
| 2e                           | Remco Evenepoel              | Belgique                     | Deceuninck-Quick Step        | + 15 s                       |
| 3e                           | Aleksandr Vlasov             | Russie                       | Astana-Premier Tech          | + 21 s                       |
| 4e                           | Attila Valter                | Hongrie                      | Groupama-FDJ                 | + 43 s                       |
| 5e                           | Daniel Martínez              | Colombie                     | Ineos Grenadiers             | + 1 min 12 s                 |
| 6e                           | Tobias Foss                  | Norvège                      | Jumbo-Visma                  | + 2 min 22 s                 |
| 7e                           | Jai Hindley                  | Australie                    | Team DSM                     | + 4 min 27 s                 |
| 8e                           | João Almeida                 | Portugal                     | Deceuninck-Quick Step        | + 4 min 55 s                 |
| 9e                           | Harold Tejada                | Colombie                     | Astana-Premier Tech          | + 7 min 34 s                 |
| 10e                          | Lorenzo Fortunato            | Italie                       | Eolo-Kometa                  | + 8 min 27 s                 |

| Classement du meilleur jeune | Classement du meilleur jeune | Classement du meilleur jeune | Classement du meilleur jeune | Classement du meilleur jeune |
| Coureur                      | Coureur                      | Pays                         | Équipe                       | Temps                        |
| ---------------------------- | ---------------------------- | ---------------------------- | ---------------------------- | ---------------------------- |
| 1er                          | Egan Bernal                  | Colombie                     | Ineos Grenadiers             | 35 h 19 min 22 s             |
| 2e                           | Remco Evenepoel              | Belgique                     | Deceuninck-Quick Step        | + 15 s                       |
| 3e                           | Aleksandr Vlasov             | Russie                       | Astana-Premier Tech          | + 21 s                       |
| 4e                           | Attila Valter                | Hongrie                      | Groupama-FDJ                 | + 43 s                       |
| 5e                           | Daniel Martínez              | Colombie                     | Ineos Grenadiers             | + 1 min 12 s                 |
| 6e                           | Tobias Foss                  | Norvège                      | Jumbo-Visma                  | + 2 min 22 s                 |
| 7e                           | Jai Hindley                  | Australie                    | Team DSM                     | + 4 min 27 s                 |
| 8e                           | João Almeida                 | Portugal                     | Deceuninck-Quick Step        | + 4 min 55 s                 |
| 9e                           | Harold Tejada                | Colombie                     | Astana-Premier Tech          | + 7 min 34 s                 |
| 10e                          | Lorenzo Fortunato            | Italie                       | Eolo-Kometa                  | + 8 min 27 s                 |

| Classement par équipes | Classement par équipes | Classement par équipes | Classement par équipes |
| Équipe                 | Équipe                 | Pays                   | Temps                  |
| ---------------------- | ---------------------- | ---------------------- | ---------------------- |
| 1re                    | Ineos Grenadiers       | Royaume-Uni            | 6 h 01 min 14 s        |
| 2e                     | Team BikeExchange      | Australie              | + 3 min 26 s           |
| 3e                     | Trek-Segafredo         | États-Unis             | + 5 min 47 s           |
| 4e                     | Bahrain Victorious     | Bahreïn                | + 6 min 49 s           |
| 5e                     | Deceuninck-Quick Step  | Belgique               | + 7 min 44 s           |
| 6e                     | EF Education-Nippo     | États-Unis             | + 10 min 49 s          |
| 7e                     | Team DSM               | Allemagne              | + 11 min 05 s          |
| 8e                     | Movistar Team          | Espagne                | + 14 min 07 s          |
| 9e                     | Jumbo-Visma            | Pays-Bas               | + 20 min 07 s          |
| 10e                    | Astana-Premier Tech    | Kazakhstan             | + 26 min 40 s          |

| Classement par équipes | Classement par équipes | Classement par équipes | Classement par équipes |
| Équipe                 | Équipe                 | Pays                   | Temps                  |
| ---------------------- | ---------------------- | ---------------------- | ---------------------- |
| 1re                    | Ineos Grenadiers       | Royaume-Uni            | 6 h 01 min 14 s        |
| 2e                     | Team BikeExchange      | Australie              | + 3 min 26 s           |
| 3e                     | Trek-Segafredo         | États-Unis             | + 5 min 47 s           |
| 4e                     | Bahrain Victorious     | Bahreïn                | + 6 min 49 s           |
| 5e                     | Deceuninck-Quick Step  | Belgique               | + 7 min 44 s           |
| 6e                     | EF Education-Nippo     | États-Unis             | + 10 min 49 s          |
| 7e                     | Team DSM               | Allemagne              | + 11 min 05 s          |
| 8e                     | Movistar Team          | Espagne                | + 14 min 07 s          |
| 9e                     | Jumbo-Visma            | Pays-Bas               | + 20 min 07 s          |
| 10e                    | Astana-Premier Tech    | Kazakhstan             | + 26 min 40 s          |

## Abandons
- Clément Champoussin (AG2R Citroën) : abandon
- Jasper De Buyst (Lotto-Soudal) : abandon
- Tomasz Marczyński (Lotto-Soudal) : non-partant
- Matej Mohorič (Bahrain Victorious) : abandon